# Kilôgam
Kilôgam (hay Kilogram, ký hiệu là kg) là đơn vị đo khối lượng, một trong bảy đơn vị đo cơ bản của hệ đo lường quốc tế (SI). Nó được định nghĩa là "khối lượng của khối kilôgam chuẩn quốc tế, làm từ hợp kim platin-iridi, được tổ chức BIPM lưu giữ trong điều kiện miêu tả theo BIPM 1998". Chữ kilô (hoặc ký hiệu là k) viết liền trước các đơn vị trong hệ đo lường quốc tế để chỉ rằng đơn vị này được nhân lên 1.000 lần. Xem thêm trang Độ lớn trong SI.
Kilôgam ban đầu được định nghĩa vào năm 1795 là khối lượng của một lít nước. Đây là một định nghĩa đơn giản, nhưng khó sử dụng trong thực tế. Tuy nhiên, theo các định nghĩa mới nhất về đơn vị, mối quan hệ này vẫn có độ chính xác là 30 ppm. Năm 1799, vật mẫu Kilogram des Archives bằng bạch kim thay thế nó làm tiêu chuẩn khối lượng. Năm 1889, một hình trụ bằng hợp kim platin-iridi, Nguyên mẫu Quốc tế của Kilôgam (IPK) đã trở thành tiêu chuẩn của đơn vị khối lượng cho hệ mét, và duy trì như vậy cho đến năm 2019. Kilôgam là đơn vị SI cuối cùng được xác định bởi một vật mẫu vật lý.
Kilôgam giờ đây được định nghĩa theo giây và mét, dựa trên các hằng số cơ bản cố định của tự nhiên. Điều này cho phép phòng thí nghiệm đo lường được trang bị phù hợp hiệu chuẩn một dụng cụ đo khối lượng như cân bằng Kibble làm tiêu chuẩn chính để xác định khối lượng của kilôgam một cách chính xác, mặc dù IPK và các khối lượng kilôgam chính xác khác vẫn được sử dụng làm tiêu chuẩn phụ cho mọi mục đích thông thường.
Tại Việt Nam, kilôgam còn thường được gọi là "cân" hay "ký" trong giao dịch thương mại.

## Định nghĩa
Kilôgam được định nghĩa theo ba hằng số vật lý cơ bản: Tốc độ ánh sáng c, tần số chuyển tiếp nguyên tử cụ thể ΔνCs và hằng số Planck h . Định nghĩa chính thức là:
- Kilôgam, ký hiệu là kg, là đơn vị khối lượng trong hệ SI. Nó được xác định bằng cách lấy giá trị số cố định của hằng số Planck h là 662607015×10−34 khi được biểu thị bằng đơn vị J⋅s, bằng kg ⋅ m² ⋅ s−1, trong đó mét và giây được xác định theo c và ΔνCs .[3]

Định nghĩa này làm cho kilogam phù hợp với các định nghĩa cũ hơn: khối lượng vẫn nằm trong khoảng sai số 30 ppm so với khối lượng của một lít nước.

### Dòng thời gian của các định nghĩa trước đó

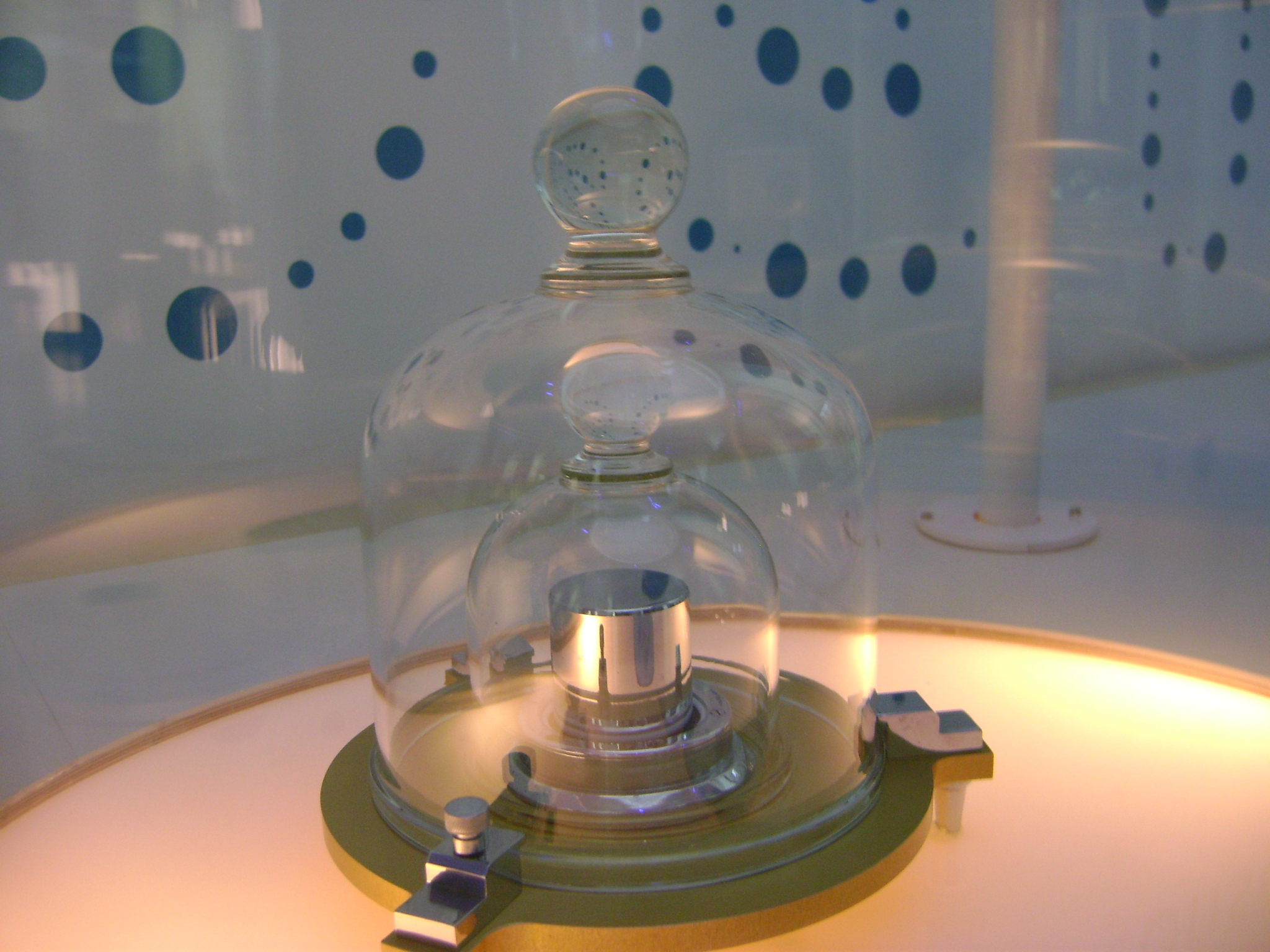
Một bản sao của Nguyên mẫu Quốc tế của Kilogram được trưng bày tại Cité des Sciences et de l'Industrie, có chuông thủy tinh đôi bảo vệ. IPK đóng vai trò là tiêu chuẩn chính cho kg cho đến năm 2019.

- Năm 1793: Grave (tiền thân của kilôgam) được định nghĩa là khối lượng của 1 lít (dm³) nước.[5]
- 1795: Gam (1/1.000 của một kg) đã được tạm định nghĩa là khối lượng của một khối centimet của nước ở nhiệt độ nóng chảy của nước đá.[6]
- 1799: Kilogram des Archives được sản xuất dưới dạng nguyên mẫu
- 1875–1889: Công ước Mét được ký kết vào năm 1875, dẫn đến việc sản xuất Nguyên mẫu Quốc tế của Kilôgam (IPK) vào năm 1879 và được thông qua vào năm 1889. Nó có khối lượng bằng khối lượng của 1 dm 3 của nước dưới áp suất khí quyển và ở nhiệt độ của khối lượng riêng lớn nhất của nó, xấp xỉ 4 ° C.
- Năm 2019: Kilôgam hiện được xác định lại theo hằng số Planck theo phê duyệt của Hội nghị chung về Cân nặng và Đo lường (CGPM) vào ngày 16 tháng 11 năm 2018.

## Tên và thuật ngữ
Kilôgam là đơn vị SI cơ bản duy nhất có tiền tố SI (kilo) như một phần tên của nó. Từ kilôgam hoặc kilôgam có nguồn gốc từ kilogramme trong tiếng Pháp, bản thân nó đã là một loại từ tự tạo, có tiền tố của từ gốc tiếng Hy Lạp là χίλιοι khilioi "một nghìn" trước từ gramma, một thuật ngữ La tinh muộn nghĩa là "trọng lượng nhỏ", xuất phát từ tiếng Hy Lạp γράμμα. Từ kilogramme được viết vào văn bản luật của Pháp vào năm 1795, trong Nghị định số 18, đã sửa đổi hệ thống đơn vị tạm thời được đưa ra bởi Công ước Quốc gia Pháp hai năm trước đó, rằng gravet là trọng lượng ( poids ) của một centimét khối nước, bằng 1/1.000 của một grave. Trong nghị định năm 1795, thuật ngữ gramme do đó đã thay thế gravet, và kilogramme thay thế cho grave.
Cách đánh vần tiếng Pháp này đã được chấp nhận ở Anh khi từ này được sử dụng lần đầu tiên trong tiếng Anh vào năm 1795, với chính tả kilogram được sử dụng ở Hoa Kỳ. Ở Vương quốc Anh, cả hai cách viết đều được sử dụng, với "kilogram" ngày càng phổ biến hơn. Luật của Vương quốc Anh quy định các đơn vị được sử dụng khi giao dịch theo trọng lượng hoặc thước đo không ngăn cản việc sử dụng một trong hai cách viết trên.
Vào thế kỷ 19 từ tiếng Pháp kilo, là từ rút ngắn của kilogramme, đã được du nhập vào ngôn ngữ tiếng Anh, nơi nó được dùng để chỉ cả kilôgam và kilômét. Mặc dù kilo là một lựa chọn thay thế có thể chấp nhận được, nhưng đối với The Economist chẳng hạn, hệ thống Termium Plus của chính phủ Canada tuyên bố rằng việc sử dụng "SI (Hệ thống đơn vị quốc tế), được tuân theo trong văn bản khoa học và kỹ thuật" không cho phép sử dụng được mô tả là "tên không chính thức phổ biến" trên Từ điển Đơn vị đo lường (Dictionary of Units of Measurement) của Russ Rowlett. Khi Quốc hội Hoa Kỳ ban hành quy chế pháp lý của hệ thống mét vào năm 1866, nó đã cho phép sử dụng từ kilo để thay thế cho từ kilogram, nhưng vào năm 1990 đã thu hồi trạng thái này của từ kilo.
Hệ thống SI được giới thiệu vào năm 1960, và vào năm 1970, BIPM bắt đầu xuất bản Tài liệu SI, trong đó có tất cả các quyết định và khuyến nghị có liên quan của các đơn vị liên quan đến CGPM. Tài liệu quảng cáo SI quy định rằng “Không được phép sử dụng chữ viết tắt cho các ký hiệu đơn vị hoặc tên đơn vị... ". 

## Kilôgam trở thành một đơn vị cơ bản: vai trò của các đơn vị đối với điện từ học
Chủ yếu là do các đơn vị cho điện từ học mà kilôgam thay vì gam cuối cùng đã được sử dụng làm đơn vị khối lượng cơ bản trong SI. Một loạt các cuộc thảo luận và quyết định có liên quan bắt đầu vào khoảng những năm 1850 và kết thúc một cách hiệu quả vào năm 1946. Tóm lại, vào cuối thế kỷ 19, 'đơn vị thực tế' cho các đại lượng điện và từ như ampe và vôn đã được thiết lập rất tốt trong thực tế. sử dụng (ví dụ: điện báo). Thật không may, chúng không phù hợp với các đơn vị cơ bản thịnh hành lúc bấy giờ cho chiều dài và khối lượng, cm và gam. Tuy nhiên, 'đơn vị thực hành' cũng bao gồm một số đơn vị cơ học thuần túy; đặc biệt, tích của ampe và vôn cho một đơn vị công suất hoàn toàn cơ học là watt. Các nhà khoa học nhận thấy rằng các đơn vị thực tế thuần túy cơ học như oát sẽ được thống nhất trong một hệ thống trong đó đơn vị đo chiều dài cơ bản là mét và đơn vị khối lượng cơ bản là kilôgam. Trên thực tế, vì không ai muốn thay thế giây làm đơn vị cơ bản của thời gian, mét và kilôgam là cặp đơn vị cơ bản duy nhất của chiều dài và khối lượng sao cho 1. watt là một đơn vị công suất nhất quán, 2. the các đơn vị cơ bản của độ dài và thời gian là các tỷ lệ nguyên-lũy thừa của mét và gam (để hệ thống vẫn là 'hệ mét'), và 3. kích thước của các đơn vị cơ sở là chiều dài và khối lượng thuận tiện cho việc sử dụng thực tế. Điều này sẽ vẫn loại bỏ các đơn vị điện và từ thuần túy: trong khi các đơn vị thực tế thuần túy cơ học như oát được kết hợp trong hệ thống mét-kilôgam-giây, thì các đơn vị điện và từ rõ ràng như vôn, ampe, vv thì không. Cách duy nhất để làm cho các đơn vị đó đồng nhất với hệ thống mét-kilôgam-giây là sửa đổi hệ thống đó theo một cách khác: người ta phải tăng số kích thước cơ bản từ ba (chiều dài, khối lượng và thời gian) đến bốn (ba cái trước đó, cộng với một đơn vị hoàn toàn mang thuộc tính điện).

## Lịch sử
Đơn vị đo cơ bản của khối lượng là gam, nhưng đã nhanh chóng bị chuyển sang kilôgam, đã được định nghĩa như là khối lượng của nước nguyên chất tại điểm mà nó nặng nhất (+3,98 độ C) trong một khối lập phương có các cạnh bằng 1/10 của mét. Một kilôgam bằng khoảng 2,2 pound. Khoảng không gian lập phương này còn được gọi là một lít để thể tích của các chất lỏng khác nhau có thể dễ dàng so sánh. Năm 1799, một ống hình trụ bằng platin đã được sản xuất để làm tiêu chuẩn cho kilôgam, vì thế tiêu chuẩn dựa trên cơ sở nước chưa bao giờ được sử dụng như là tiêu chuẩn gốc khi mà hệ mét thực sự được sử dụng. Năm 1890, nó được thay thế bằng ống hình trụ là hợp kim gồm 90% platin và 10% iridi. Nó được sử dụng làm kilôgam tiêu chuẩn từ đó đến nay và được lưu giữ ở Paris. Kilôgam là đơn vị đo lường cơ bản duy nhất không được định nghĩa lại theo thuật ngữ của các hiện tượng tự nhiên không đổi. Tuy nhiên, tại cuộc họp của Hội khoa học Hoàng gia tại Luân Đôn vào ngày 15 tháng 2 năm 2005, các nhà khoa học đã lên tiếng kêu gọi thay thế khối lượng của kilôgam tiêu chuẩn ở Paris vì định nghĩa chính thức chỉ rõ rằng "thuộc tính không thay đổi của tự nhiên" cần được sử dụng (hơn là một vật cụ thể mà khối lượng của nó có thể bị thay đổi).
Định nghĩa kilôgam trên, xuất hiện từ năm 1889 cho đến nay, chưa dựa vào các tính chất vật lý cơ bản của tự nhiên và phụ thuộc vào công nghệ bảo quản và sao chép khối kilôgam chuẩn. Thí nghiệm cho thấy, khối lượng của khối kilôgam chuẩn và các bản sao sai khác nhau khoảng 2 micrôgam. Hơn nữa khối lượng của khối kilôgam chuẩn đã giảm 50 micrôgam trong 100 năm qua. Sai số này khiến định nghĩa trên có nhiều khả năng sẽ bị thay thế bởi một định nghĩa chính xác hơn. Các nhà hoạt động đang hi vọng thay thế khối kilogram tiêu chuẩn bằng những hiện tượng tự nhiên khác để đạt được chuẩn thống nhất và chính xác cho đơn vị khối lượng này.
Ngày 16 tháng 11 năm 2018, Hội nghị Cân nặng và Đo lường (CGPM) tổ chức tại Versailles đã tiến hành bỏ phiếu, thông qua việc bãi bỏ định nghĩa kilogram cũ và chào đón định nghĩa đại lượng kilôgam mới. Các nhà khoa học đề xuất xác định khái niệm "một kilogram" thông qua hằng số Planck. Việc bỏ phiếu được thông qua và định nghĩa mới đã chính thức được áp dụng vào ngày 20 tháng 5 năm 2019.